# Robert Mueller
Robert Mueller (New York, 1944. augusztus 7. –) amerikai jogász, ügyész, az FBI igazgatója 2001 és 2013 között.